# Eugenio Sortino Trono
Eugenio Sortino Trono (Ragusa Ibla, 11 ottobre 1865 – Ragusa, 24 agosto 1948) è stato un nobile, storico e studioso italiano.

## Biografia
Di nobili origini, era figlio di Ignazio e di Marianna dei marchesi Schininà. Sposò Gaudenzia Piccione La Rocca di San Silvestro, anche lei discendente di un'antica famiglia siciliana di origini normanne, da cui ebbe quattro figlie: Maria Anna (1890-1970), la quale a sua volta sposò il barone Vincenzo Morso Papaleo, Emanuela (1887-1895), Clementina (1893-1897) e Luisa (1895-1897).
Diversamente dalla gran parte dei rampolli delle famiglie nobiliari del ragusano, trascorse molti anni della sua vita dedicandosi allo studio della storia, vera passione della sua vita. Nei suoi diari personali ricorda che, pur non essendo iscritto all'Università di Catania in quanto diplomato da un istituto tecnico, era comunque solito frequentare piuttosto assiduamente la Facoltà di Storia e Filosofia etnea.
Ciò lo portò ugualmente a diventare un insigne studioso e storico ragusano, non immune da aspre polemiche con i colleghi. Membro della Società Siciliana per la Storia Patria di Palermo, intrattenne rapporti epistolari con numerose personalità della cultura del tempo, fra cui lo storico e letterato Raffaele Grana Scolari di Modica, lo scrittore, medico ed etnologo Giuseppe Pitrè di Palermo, l'archeologo Biagio Pace di Comiso. Stima reciproca intercorse poi con Raffaele Solarino, altro illustre storico e politico ragusano.
Morì nel 1948.

## Pubblicazioni
Delle sue pubblicazioni, tuttora utilizzate per documentare la storia di Ragusa e per questo ristampate in anni recenti, si ricordano:
- I conti di Ragusa (1093-1296) e della contea di Modica (1296-1812), con alcune osservazioni sui primitivi popoli di Sicilia, Hybla Heraea e Camerina - Ragusa antica e Ragusa nuova, Ragusa Ibla, Tipografia Criscione, 1907. 2ª ed. corretta: 1908. 3ª ed. in facsimile: Ragusa, Libreria Paolino, 1988, contenente anche "Il conte Goffredo di Ragusa (1093-1120)".
- "Il conte Goffredo di Ragusa (1093-1120)", in Archivio storico per la Sicilia orientale, n. 1, 12 (1915). Riprodotto anche nell'ed. 1988 de I conti di Ragusa..., cit.
- Il sovrano militare Ordine gerosolimitano e la commenda Modica-Randazzo, Ragusa, Tipografia Piccitto, 1916.
- Ragusa Ibla Sacra. Università (Municipio) di Ragusa Ibla, 1619-20, 1818-22, Ragusa Ibla, Stabilimento grafico Criscione, 1928. 2ª ed. in facsimile: Ragusa, Libreria Paolino, 2000.
- Nobiliario di Ragusa, Ragusa Ibla, Stabilimento grafico Criscione, 1929. 2ª ed. in ristampa anastatica: Bologna, Forni, 1977 e 2003. ISBN 88-271-1757-1.